# Corus olivaceus
Corus olivaceus là một loài bọ cánh cứng trong họ Cerambycidae.